# Hästkastanj
Hästkastanj (Aesculus hippocastanum) är en art i familjen kinesträdsväxter från sydvästra Balkan (Albanien, Nordmakedonien, västra Grekland) och östra Bulgarien. Arten förekommer planterad eller förvildad i Sverige upp till och med Gästrikland. Hästkastanjen är Västmanlands landskapsträd.
Förutom i Sverige växer introducerade bestånd i Finland, i södra Norge nära kusten, i Tyskland, i Beneluxstaterna, i Frankrike, i Storbritannien, i Irland samt glest fördelad i norra Spanien och nordöstra Portugal.
Ursprungliga bestånd hittas mellan 250 och 1 600 meter över havet.
Hästkastanjer är inte nära släkt med äkta kastanjer, utan namnet syftar bara på likheten hos frukter och frön.

## Historik och spridning
Hästkastanjen förekom före senaste istiden över stora områden, men fanns efter dess slut endast kvar i vissa reliktområden på Balkan. Därifrån härstammar de hästkastanjer som i slutet av 1500-talet och början av 1600-talet planterades här och var på kontinenten. I  Sverige sattes kanske en av de första nötterna i vår första botaniska trädgård som anlades på Kungsholmen i Stockholm av Urban Hjärne i slutet av 1600-talet.
Hästkastanjen klarar bara av att spridas med människans hjälp, och det har antagits att den tidigare spridits med hjälp av någon av de större utdöda växtätararterna, möjligen uroxen.

## Utseende och ekologi
Hästkastanj är ett träd som liknar ek i form och storlek, och blir nästan lika gammalt, men växer snabbare till full storlek. Dess blad är uppemot 25 cm långa och sammansatt fingrade med sågtandade kanter. Trädet slår ut tidigt (i skånska parker ofta redan i mitten av april) och när knopparna öppnas, är de unga delarna täckta av ljusbruna hår. Löven tar sedan en vecka att växa till full storlek. Blomningen är mer värmeberoende, men vanligen blommar hästkastanjerna två-tre veckor efter det att bladen vuxit färdigt. Om hösten syns ljusberoendet ofta tydligt genom att träd avlövas sist i närheten av ljuskällor som till exempel gatlyktor.  

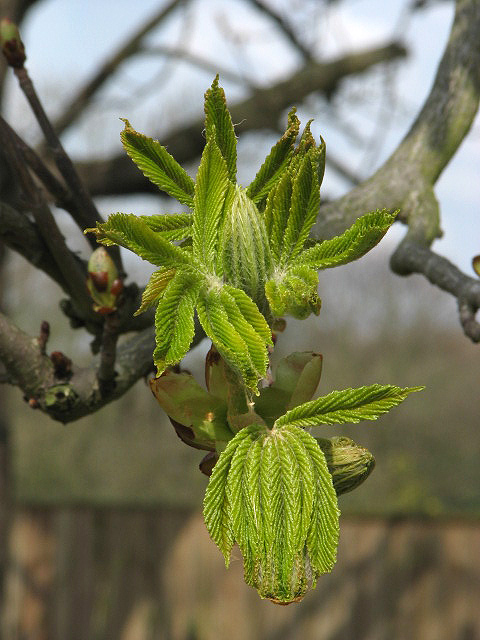
Nyutslagna blad på våren.

Blommorna är vita med rosa eller gula fläckar, zygomorfa och fribladiga och sitter i stora upprättstående klasar. Kastanjens frukt är en kapsel med ett mycket tjockt och taggigt skal, som innehåller ett, två eller ibland tre blanka bruna frön, som ibland kallas "kastanjer". Aesculus-träd med frukter utan taggar är arten stinkhästkastanj, A. glabra, även hybriden rödblommig hästkastanj förekommer som parkträd.
I områden där arten blivit införd ingår den ofta i lövskogar. På klippiga bergssluttningar kan den vara utformad som en buske. På Balkan växer ursprungliga bestånd oftast i raviner, till exempel i Albanien i landskap med kalkstensklippor. En av de största vilda populationerna växer i skogar som domineras av Carpinus orientalis (en art av avenbokar).

## Status
Vilda och introducerade träd skadas av kastanjemalen. Det är inte utrett om insekten ursprungligen kommer från sydvästra Balkan eller från en annan region. På Balkan hotas beståndet dessutom av intensivt skogsbruk samt av bränder. Skogar där arten ingått har röjts för att skapa plats åt gruvdrift och skidanläggningar. I Albanien, Bulgarien, Nordmakedonien och Grekland har flera nationalparker inrättats. De lokala populationerna listas i dessa stater som akut hotad eller starkt hotad. Ursprungliga och introducerade bestånd tillsammans listas av IUCN som sårbar (VU).

## Giftighet
Frön från hästkastanjer innehåller bland annat aescin och är därför oätliga. Det finns dock ett antal djur, exempelvis vissa hjortar och hästar, som kan bryta ned den giftiga substansen i hästkastanjer. Detta är sannolikt orsaken till att man kallar detta träd hästkastanj. Hästkastanjer är giftiga för människor, inte så farligt vid ett enstaka tillfälle men värre vid upprepad förtäring. Förgiftning är sällsynt, men har förekommit bland annat när hästkastanjen har förväxlats med äkta kastanj. Symptomen kan komma flera timmar efter förtäring i form av magbesvär med illamående, kräkningar och diarré. Vid förtäring av fler än en kastanj bör man kontakta Giftinformationscentralen.

## Medicinsk användning
Inom naturläkekonsten används hästkastanjens blad och frukter, och den används även i homeopatiska läkemedel. Dess huvudsakliga effekter tror somliga vara påverkan på blodets viskositet genom att göra det – och lymfan – mera lättflytande. Användningsområden sägs då vara främst lindring av åderbråck och hemorrojder. Använd växtdel är bark och frukter. Vid invärtes bruk kan i sällsynta fall förekomma biverkningar i form av irriterade slemhinnor i mag–tarmkanalen.

## Hästkastanjen i kulturen

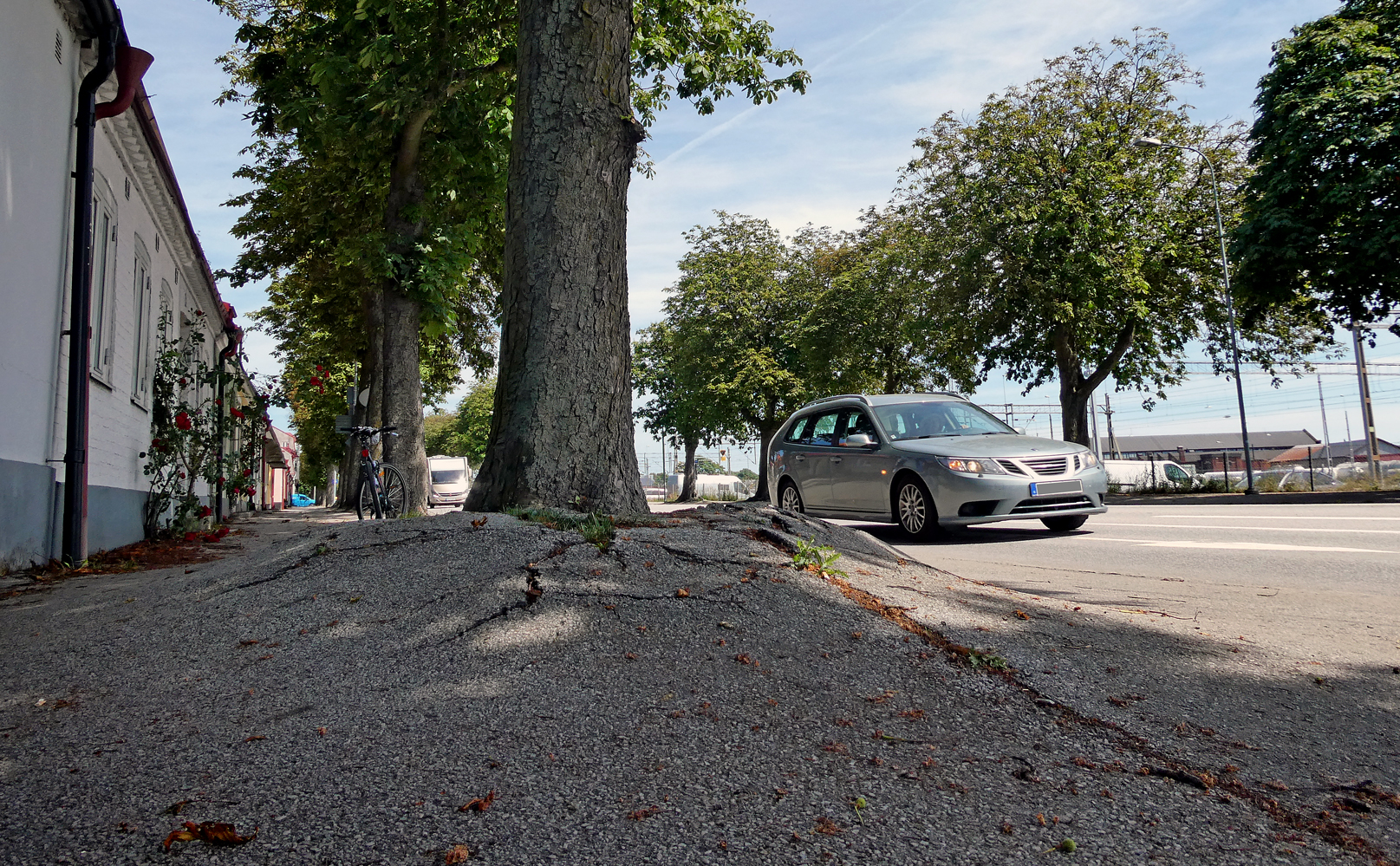
Kraften i hästkastanjens växande rötter.

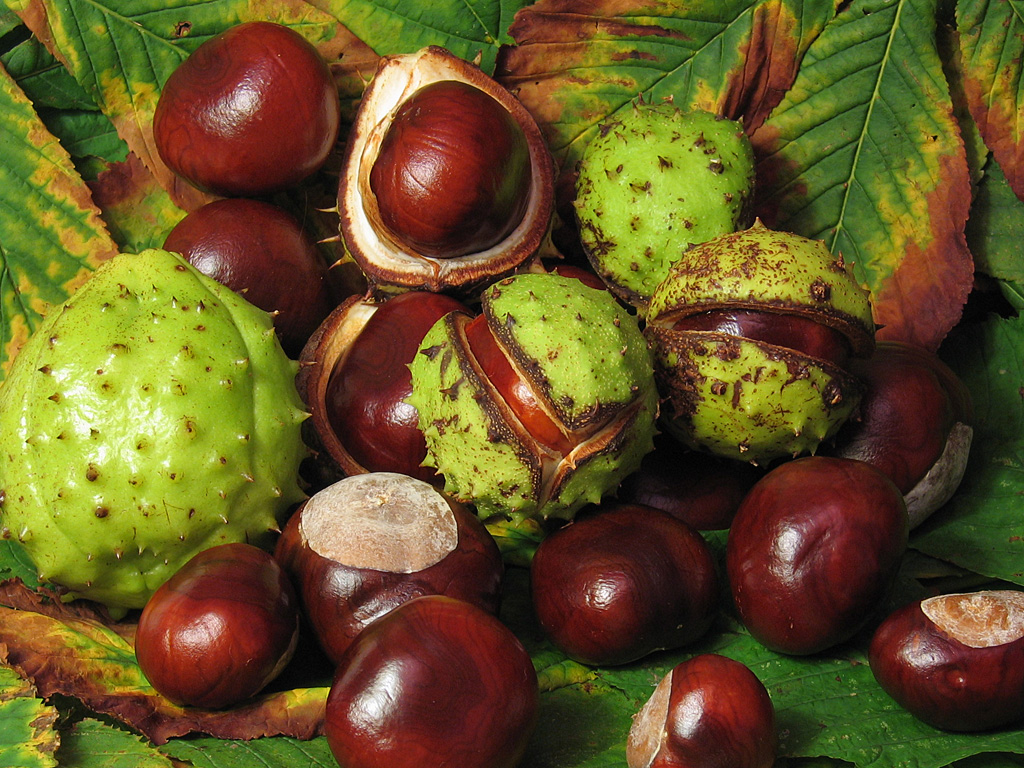
Frön (kastanjer) från hästkastanjer

I de nordiska länderna förekommer äkta kastanj sällan och många litterära syftningar på "kastanj" avser hästkastanj. Ett sådant exempel är i Gustaf Frödings dikt "Skalden Wennerbom" med stroferna:
"Och han somnar in, han går till vila, / 
parkens medlidsamma kronor sila / 
litet ljus kring skalden Wennerbom, / 
milt kastanjen regnar ned sin blom, / 
flaskan ligger tom, / 
krypen härs och tvärs däröver kila." 
Där är det hästkastanjens blom som avses, eftersom den äkta kastanjens blommor är vindpollinerade och oansenliga. Hästkastanjens blomfällning är däremot spektakulär, vilket beror på att de lossnar innan de vissnat och torkat och alltså är vackra även då de fallit.
I "Blomsterfesten i täppan" av Elsa Beskow finns sången om "Fru kastanjeblom och hennes söner" och även här gäller det hästkastanj.